# Калиник Велбъждски
Калиник Велбъждски (края на XIII век – XIV век) е български духовник, епископ на Велбъжд.
Калиник Велбъждки е известен от молбата си от 21 май 1349 г. до сръбския цар Стефан Душан за издаване на грамота в полза на църквата „Света Богородица“ в с.Габрово (в планината Беласица).